# Râul Piatra Arsă
Râul Piatra Arsă este un curs de apă, afluent al râului Prahova. 